# Mária Zalai-Kövi
Mária Zalai-Kövi   (Târgu Mureș, 20 d'octubre de 1924 - Budapest, 28 d'octubre de 2013) va ser una gimnasta artística hongaresa que va competir durant les dècades de 1940 i 1950. Es casà amb el també gimnasta Károly Kocsis.
El 1948 va prendre part en els Jocs Olímpics de Londres, on guanyà la medalla de plata en la competició del concurs complet per equips del programa de gimnàstica. Quatre anys més tard, als Jocs de Hèlsinki, disputà les set proves del programa de gimnàstica. Guanyà la plata en el concurs complet per equips i el bronze en el concurs per aparells. En la resta de proves sols destaca la novena posició en la competició del salt sobre cavall.